# Skuřina
Skuřina je vesnice, část obce Markvartice v okrese Jičín. Nachází se asi 2 km na jihozápad od Markvartic. V roce 2009 zde bylo evidováno 55 adres. V roce 2001 zde trvale žilo 34 obyvatel.
Skuřina je také název katastrálního území o rozloze 3,97 km2.

## Historie
První písemná zmínka o obci pochází z roku 1383.

## Pamětihodnosti
- Od roku 1992 se zde každoročně koná letní setkání skupiny PING. Účelem je mj.porovnani stavu přesličky královské.

- Památkově chráněna je usedlost čp. 20
- Torzo kalvárie u Skuřiny

## Galerie

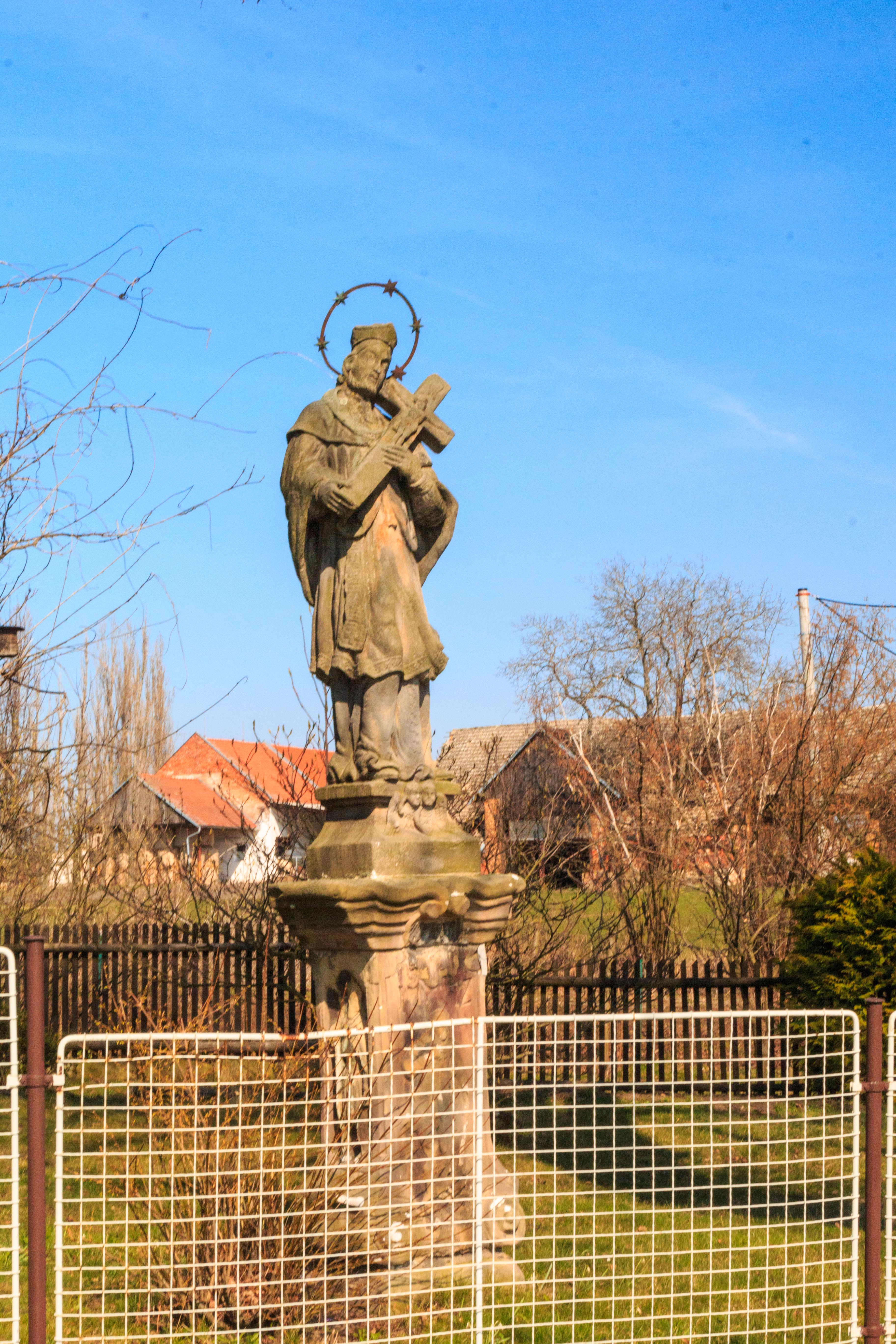
Skuřina svatý Jan Nepomucký
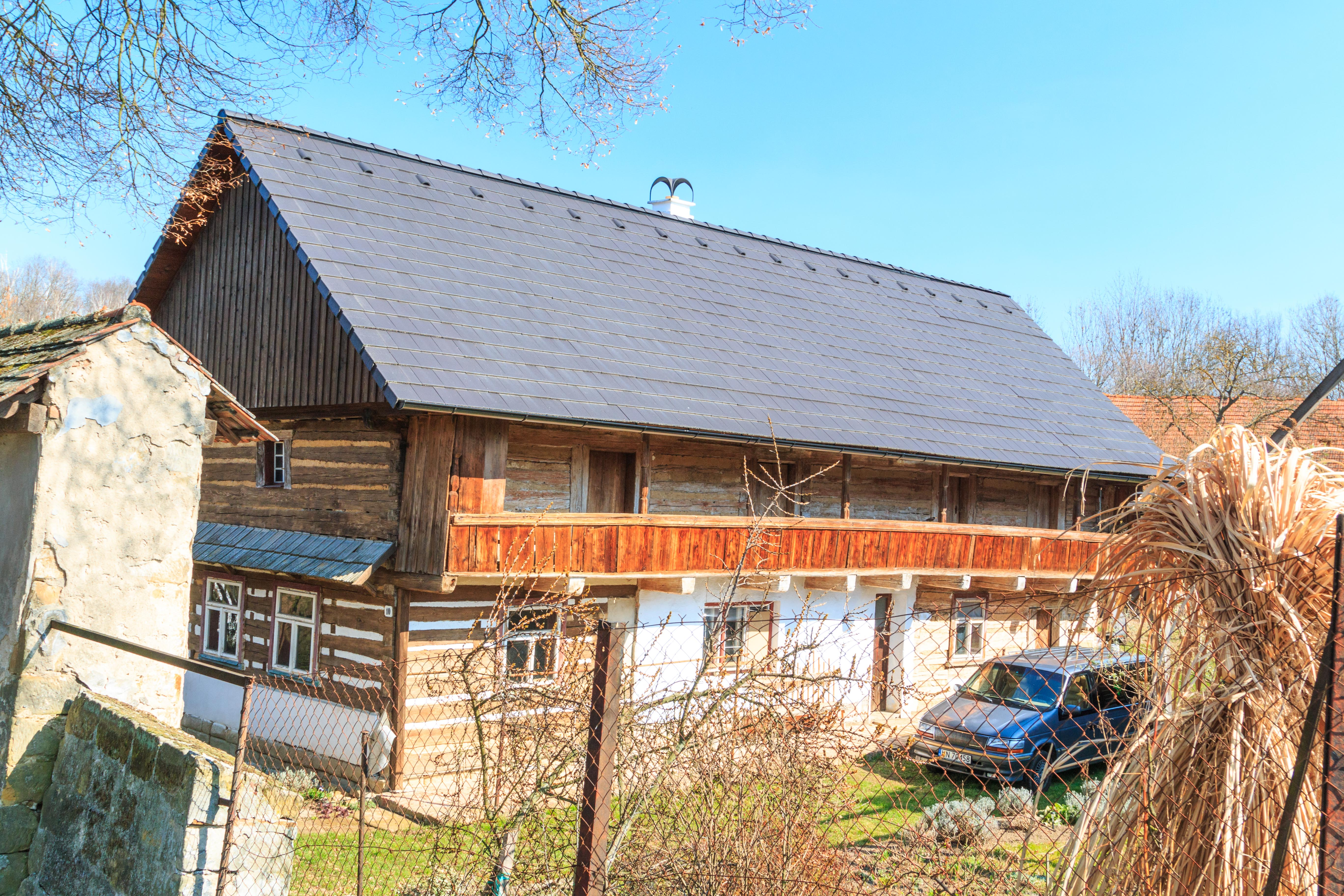
Skuřina čp. 10
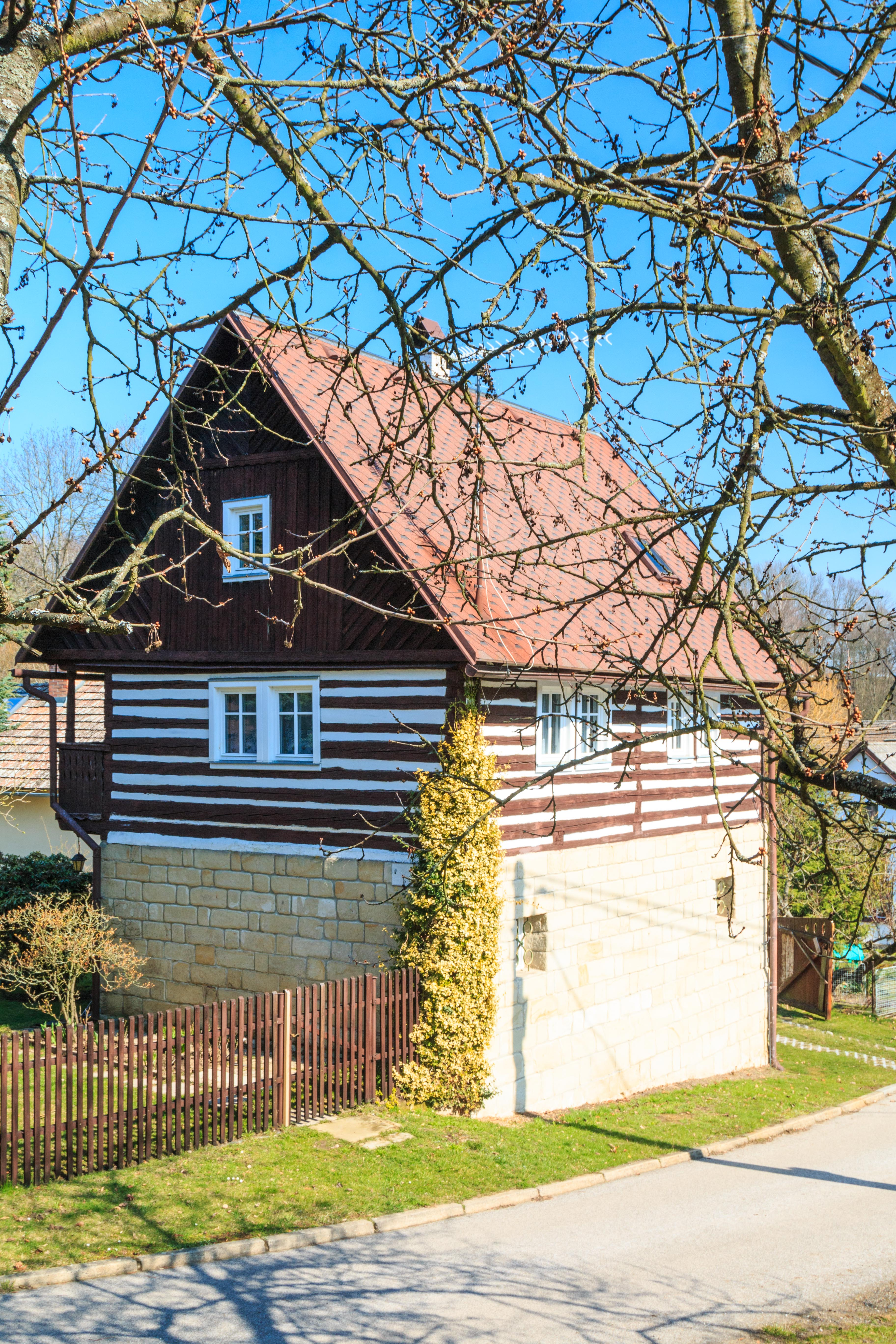
Skuřina čp. 19
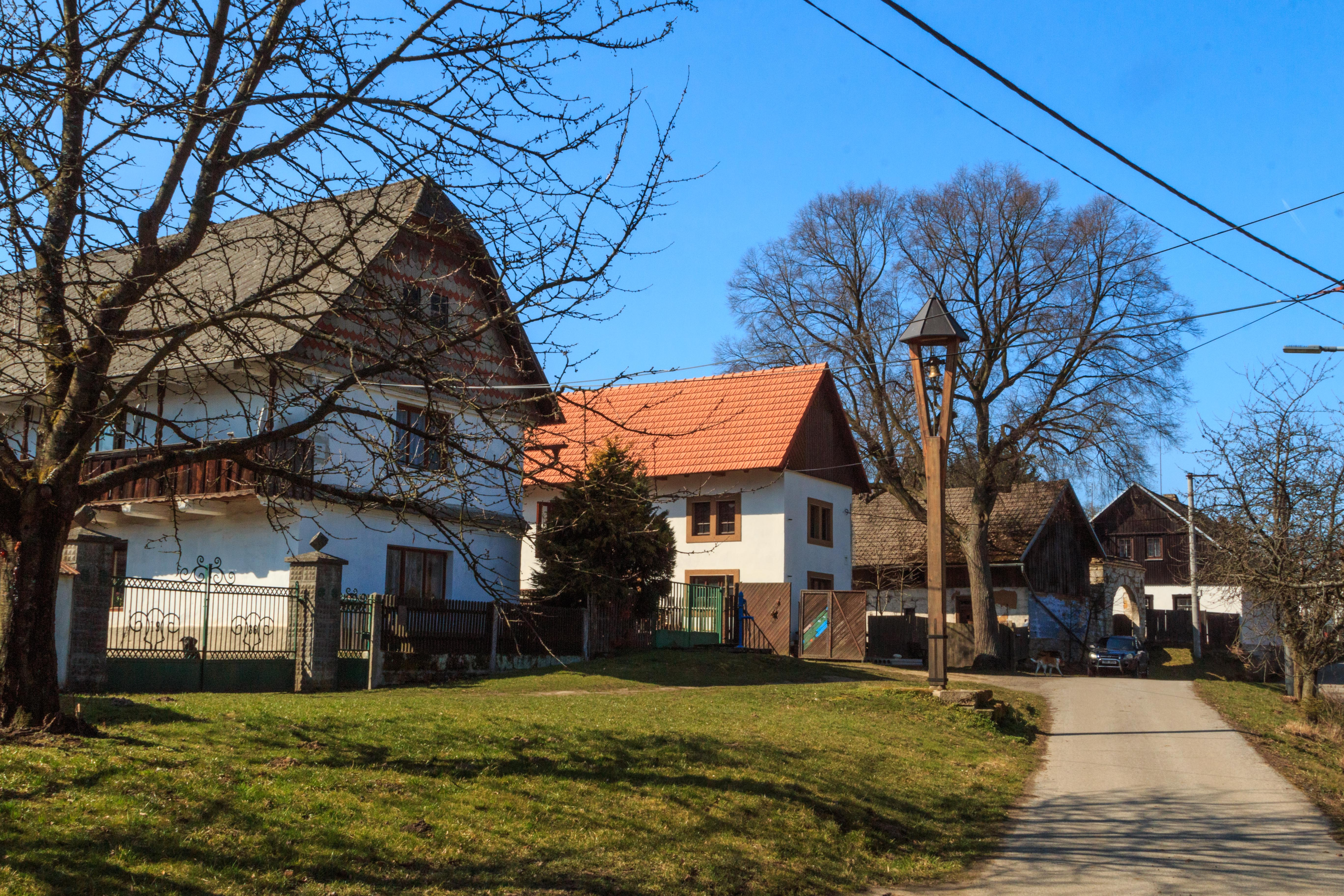
Skuřina čp. 6
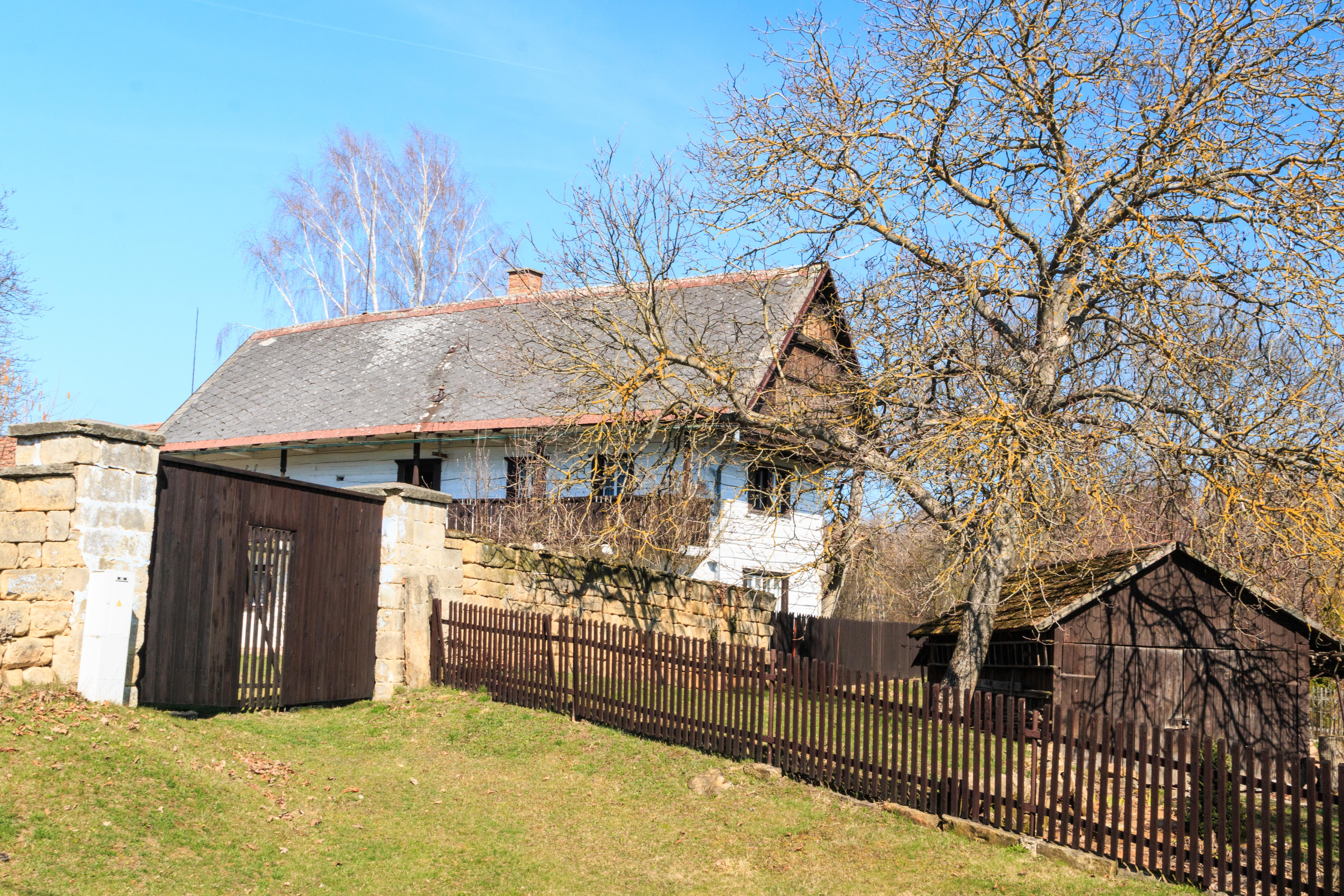
Skuřina čp. 20